# Psychotria phaeochlamys
Psychotria phaeochlamys är en måreväxtart som först beskrevs av Carl Karl Adolf Georg Lauterbach och Karl Moritz Schumann, och fick sitt nu gällande namn av Theodoric Valeton. Psychotria phaeochlamys ingår i släktet Psychotria och familjen måreväxter. Inga underarter finns listade i Catalogue of Life.